# Алан Сільвестрі
Алан Ентоні Сільвестрі (англ. Alan Anthony Silvestri; нар. 26 березня 1950) — один із найпопулярніших музичних продюсерів кінофільмів Голлівуду. Відомий зокрема завдяки співпраці з режисером Робертом Земекісом («Роман з каменем», «Назад в майбутнє», «Хто підставив кролика Роджера», «Смерть їй личить», «Форрест Ґамп», «Контакт», «Що приховує брехня», «Вигнанець»).

## Біографія
Алан Сільвестрі народився 26 березня 1950 року. Його дідусь і бабуся емігрували в 1909 році з італійського містечка Кастелл'Альферо й оселилися в Тінеку, Нью-Джерсі. Він виріс у Тінеку, де у 1968 році закінчив середню школу.  Два роки навчався в музичному коледжі Берклі. Він був барабанщиком протягом короткого часу в 1966 році в рок-гурті The Wildcats з Тінека.

## Вибрана фільмографія
- 1984 — Роман з каменем
- 1985 — Фанданго
- 1985 — Котяче око
- 1985 — Назад в майбутнє
- 1985 — Літо напрокат
- 1986 — Клан печерного ведмедя
- 1986 — Загін «Дельта»
- 1986 — Політ навігатора
- 1987 — Хижак
- 1987 — За бортом
- 1988 — Мак і я
- 1988 — Хто підставив кролика Роджера
- 1988 — Моя мачуха — іншопланетянка
- 1989 — Безодня
- 1989 — Назад в майбутнє 2
- 1990 — Назад у майбутнє 3
- 1990 — Молоді стрільці 2
- 1990 — Хижак 2
- 1991 — Рикошет
- 1991 — Батько нареченої
- 1992 — Стій, або моя мама стрілятиме
- 1992 — Тропічний ліс: Історія долини папороті
- 1992 — Смерть їй личить
- 1992 — Охоронець
- 1992 — Бічні удари
- 1993 — Супербрати Маріо
- 1993 — Під кайфом та збентежені
- 1993 — Ніч страшного суду
- 1994 — Форрест Гамп
- 1994 — Багатенький Річі
- 1995 — Швидкий та мертвий
- 1995 — Суддя Дредд
- 1995 — Батько нареченої 2
- 1996 — Сержант Білко
- 1996 — Стирач
- 1996 — Довгий поцілунок на добраніч
- 1997 — Поспішиш — людей насмішиш
- 1997 — Вулкан
- 1997 — Контакт
- 1997 — Мишаче полювання
- 1998 — Пастка для батьків
- 1998 — Практична магія
- 1999 — Стюарт Літтл
- 2000 — Чого хочуть жінки
- 2000 — Азартні ігри
- 2000 — Що приховує брехня
- 2000 — Вигнанець
- 2001 — Мумія повертається
- 2001 — Мексиканець
- 2001 — Інтуїція
- 2002 — Шоу починається
- 2002 — Ліло і Стіч
- 2002 — Стюарт Літтл 2
- 2002 — Покоївка з Мангеттену
- 2003 — Ідентифікація
- 2003 — Лара Крофт розкрадачка гробниць: колиска життя
- 2004 — Полярний експрес
- 2004 — Ван Хелсінг
- 2006 — Ніч у музеї
- 2007 — Беовульф
- 2009 — Ніч у музеї 2
- 2009 — Джі Ай Джо: Атака Кобри
- 2009 — Різдвяна історія
- 2010 — Хижаки
- 2010 — Команда А
- 2011 — Перший месник
- 2012 — Месники
- 2012 — Рейс
- 2013 — Сімейка Крудсів
- 2013 — РЕД 2
- 2014 — Ніч у музеї: Секрет гробниці
- 2015 — Прогулянка
- 2016 — Шпигуни-союзники
- 2018 — Першому гравцю приготуватися
- 2018 — Месники: Війна нескінченності
- 2019 — Месники: Завершення
- 2020 — Відьми
- 2022 — Піноккіо
- 2024 — Тут і зараз
- 2026 — Месники: Судний день